# 배르대구
배르대구(아제르바이잔어: Bərdə rayonu)는 아제르바이잔 중부에 위치한 구로 행정 중심지는 배르대이며 면적은 960km2이다. 태르태르구, 아그담구, 재르다프구, 제르다프구, 아그다슈구, 예블라흐구와 경계하고 있다. 2020년 기준으로 인구는 157,500명이다.